# Carácuaro (kommun)
Carácuaro är en kommun i Mexiko.   Den ligger i delstaten Michoacán de Ocampo, i den södra delen av landet, 210 km väster om huvudstaden Mexico City.
Följande samhällen finns i Carácuaro:
- Carácuaro
- Paso de Núñez
- Las Guacamayas
- El Cuitzillo
- El Nieto